# Glabrennea gardineri
Glabrennea gardineri е вид коремоного от семейство Streptaxidae. Видът е застрашен от изчезване.

## Разпространение
Разпространен е в Сейшели.